# 夜色温柔
《夜色温柔》（英語：Tender Is the Night）是美国作家弗朗西斯·斯科特·菲茨杰拉德的第四部也是最后一部小说。1934年1月至4月，首先在《斯里布纳杂志》上分四期连载。标题取自约翰·济慈的诗歌《夜莺颂》（Ode to a Nightingale）。
1932年，菲茨杰拉德的妻子泽尔达·菲茨杰拉德因精神分裂症，在巴尔的摩住院。作者在马里兰州陶森郊区租了和平庄园（La Paix），靠近她的妻子。在这个庄园里，他开始写一部小说，描写一个有前途的年轻精神科醫師迪克·迪弗，和他的妻子，也是他的病人，妮可的故事。这是菲茨杰拉德九年来的第一部小说，也是他完成的最后一部小说。1930年代初，菲茨杰拉德构思这本书时，是他一生中最黑暗的日子，小说的凄凉，正反映了他自己的经历。这部小说几乎反映了菲茨杰拉德和泽尔达的生活，精神病，酗酒。在写这本书时，菲茨杰拉德遇到了财政困难。他向编辑和经纪人借钱，为商业杂志写短篇小说。
菲茨杰拉德认为《夜色温柔》是他最伟大的作品。虽然这本书销量一般，但多年来，广受好评，被认为是菲茨杰拉德最好的作品之一。1998年，名列20世紀百大英文小說第28名。 